# Theodoor Smits

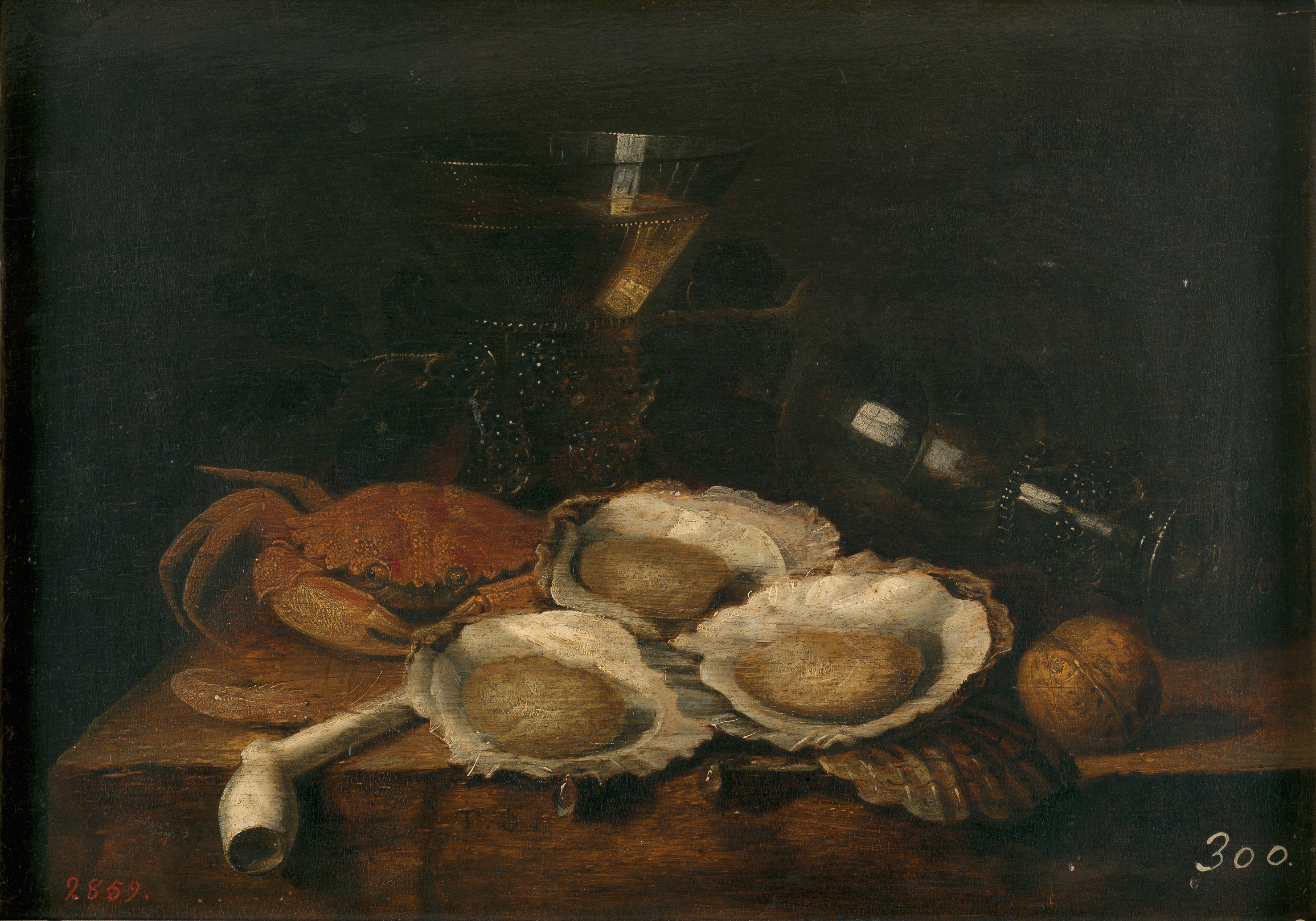
Mesa revuelta, óleo sobre tabla, 26 x 35 cm, Madrid, Museo del Prado.

Theodoor Smits (fl. 1656-1671) fue un pintor barroco flamenco especializado en bodegones.
De biografía mal conocida, consta que en 1659 se inscribió como maestro en el gremio de San Lucas de Amberes, aunque es probable que procediese de algún otro lugar desconocido y que su establecimiento en aquella ciudad se debiese a la presencia en ella de Jan Davidsz de Heem, cuyo magisterio o protección habría buscado. Un bodegón con frutas se encontraba todavía en vida del pintor en Cracovia, posiblemente fechado en 1656 o 1657.
Las obras conocidas, en pequeño número y habitualmente firmadas T.SMITS o con solo sus iniciales, son todas ellas bodegones, incluyendo alguno del tipo vanitas. Dos pequeñas tablas con bodegones de los llamados de desayuno, firmadas por Smits con su monograma, se inventariaron a finales del siglo XVIII en la Casita del Príncipe de El Escorial, de donde pasaron al Palacio Real de Aranjuez con la colección del príncipe de Asturias. Allí permanece una de ellas: Naturaleza muerta con cangrejo, camarones, frutas, y copa de vino en cristal de Venecia, en tanto la restante pasó al Museo del Prado donde se conoce como Mesa revuelta, en la que se distinguen un cangrejo, varias ostras, una pipa de fumar, un camarón y dos copas de cristal fino.